# قاعده اتلاف
یکی از مشهورترین قواعد فقهی قاعده اتلاف است و فقها بسیار از آن استفاده کرده‌اند. مفاد این قاعده همان معنای «من أتلف مال الغیر فهو له ضامن» است؛ و معنای این قاعده این است که اگر کسی مال غیر را از بین ببرد یا مصرف کند یا از آن استفاده کند و از صاحب مال اجازه نداشته باشد، ضامن است.

## مقصود از قاعده اتلاف
معنای تلف هلاکت و نابودی است؛ و در اینجا منظور همان هلاک کردن و نابود کردن مال است. تلف کردن مال یا در مورد خود مال صورت می‌گیرد یا به مالیت آن در حالی که خود مال باقی می‌ماند.
این مسئله چه از طریق جملهٔ «حرمهٔ مال المسلم کحرمهٔ دمه» و چه از طریق جملهٔ «من اتلف مال الغیر» ، با استفاده از هر یک بیان شود منظور از بین بردن خود مال و نفس و ذات آن است و نه تلف ارزش مالی و مالیت آن.